# Luis Bordón
Luis Bordon (Guarambaré, 19 de agosto de 1926 – Assunção, 13 de abril de 2006) foi um músico paraguaio, intérprete de harpa paraguaia. No Brasil é mais conhecido pelo seu LP/CD A Harpa e a Cristandade.

## Biografia
Desde a infância recebeu incentivo de seus pais para se dedicar à música. Começou a estudar a harpa paraguaia e logo se tornou exímio nesse instrumento. Em 1950, entrou para a orquestra de Julián Rejala que fez várias apresentações no Paraguai e no Brasil. Em 1959, gravou seu primeiro LP, Harpa Paraguaya en Hi-Fi. Mudou-se para o Brasil, onde ficou por muitos anos e, em 1960, gravou o disco que o tornaria conhecido nesse país, A Harpa e a Cristandade, com canções de Natal tais como Jingle Bells e Noite Feliz e que foi durante vários anos um grande sucesso de vendas nas festas de Natal e reveillon. Em 1970 A Harpa e a Cristandade ganhou uma nova versão em Estéreo contando com novos efeitos sonoros. Esta foi a versão que ficou nacionalmente conhecida, sendo lançada em CD e até hoje ouvida em cada Natal. Em 1972 foi lançado A Harpa e a Cristandade volume 2, com estilo moderno para a época, lembrando o rock progressivo. Este volume 2 também fez sucesso. Mudou-se para os EUA onde morou três anos e fez excursões na Holanda e no Japão.
Luis Bordon retornou ao Paraguai, onde deu prosseguimento à sua arte fazendo dueto com seu filho, Luis Bordon Jr. , que tocava guitarra. Em fevereiro de 2006, recebeu sua última homenagem em seu país. Faleceu em 13 de abril do mesmo ano em um hospital de Assunção, aos 79 anos. Gravou um total de 34 discos e ganhou 8 discos de ouro.
No ano de 1996, a Warner, através do selo Continental East West, lançou os dois volumes de A Harpa e a Cristandade num único CD da série Dose Dupla. As músicas do volume 2 que já haviam sido gravadas no volume 2 foram suprimidas, assim como Silver Bells (alegou-se ruídos na gravação original). Na verdade este CD Dose Dupla não faz jus à importância das duas obras. As track lists originais poderiam ser mantidas. E Silver Bells poderia ser recuperada de um LP.
O nome original do instrumento era Indian Harp, porque era difundida pelos músicos indianos. Luis Bordon deu a ela novas técnicas e novos arranjos e o instrumento foi rebatizado como harpa paraguaia.

## Discografia parcial
- 1959 - Harpa Paraguaya en Hi-Fi
- 1960 - Harpa Paraguaya en Hi-Fi vol. 2
- 1960 - A Harpa e a Cristandade
- 1969 - A Harpa Paraguaia em estereofónico
- 1970 - A Harpa e a Cristandade (Stereo), versão oficial
- 1970 - Meus Tangos Preferidos
- 1971 - O Rei da Harpa Paraguaia
- 1971 - E sua Harpa paraguaia
- 1971 - O Natal e a Harpa de Luis Bordon
- 1972 - A Harpa e a Cristandade volume 2
- 1980 - Paraguai 80

## Prêmios
- Ministério de Obras Públicas e Comunicações do Paraguai
- Sesquicentenario da Polícia Militar de São Paulo, Brasil
- Grau de Comendador, Governo do Estado de São Paulo, Brasil
- Chave de ouro da cidade, Texas, EUA
- Medalha Semper Altimo, do Exército Estadunidense de Fort Hood
- Medalha Orbis Guaraniticus, Unesco